# Pristurus
Pristurus is een geslacht van hagedissen die behoren tot de gekko's en de familie Sphaerodactylidae.

## Naam en indeling
De wetenschappelijke naam van de groep werd voor het eerst voorgesteld door Wilhelm Peter Eduard Simon Rüppell in 1835. De hagedissen werden eerder aan andere geslachten toegekend, zoals Spatalura en Gymnodactylus. Er zijn 26 soorten, inclusief de pas in 2019 beschreven soort Pristurus masirahensis.
De geslachtsnaam Pristurus betekent vrij vertaald 'gezaagde staart'.

## Verspreiding en habitat
De gekko's komen voor in delen van het Midden-Oosten en leven in de landen Jordanië, Eritrea, Egypte, Djibouti, Iran, Ethiopië, Somalië, Saoedi-Arabië, Oman, Verenigde Arabische Emiraten, Qatar, Jemen, Soedan, Pakistan, Kenia en Mauritanië. De habitat bestaat uit droge tropische en subtropische scrublands, rotsige omgevingen, droge savannen, hete woestijnen, zandduinen langs de kust en gematigde bossen. Ook in door de mens aangepaste streken zoals plantages, landelijke tuinen en stedelijke gebieden kunnen de hagedissen worden gevonden.

## Beschermingsstatus
Door de internationale natuurbeschermingsorganisatie IUCN is aan 25 soorten een beschermingsstatus toegewezen. Van de soorten worden er 21 beschouwd als 'veilig' (Least Concern of LC), drie als 'onzeker' (Data Deficient of DD) en een als 'gevoelig' (Near Threatened of NT).

## Soorten
Het geslacht omvat de volgende soorten, met de auteur en het verspreidingsgebied.
| Naam                      | Auteur                                                                     | Verspreidingsgebied |
| ------------------------- | -------------------------------------------------------------------------- | --- |
| Pristurus abdelkuri       | Arnold, 1986                                                               | Jemen (Abd Al Kuri) |
| Pristurus adrarensis      | Geniez & Arnold, 2006                                                      | Mauritanië |
| Pristurus carteri         | Gray, 1863                                                                 | Saoedi-Arabië, Oman, Jemen, Verenigde Arabische Emiraten                                                                                     |
| Pristurus celerrimus      | Arnold, 1977                                                               | Oman, Verenigde Arabische Emiraten |
| Pristurus collaris        | Steindachner, 1867                                                         | Saoedi-Arabië, Jemen |
| Pristurus crucifer        | Valenciennes, 1861                                                         | Saoedi-Arabië, Eritrea, Ethiopië, Somalië, Kenia                                                                                             |
| Pristurus flavipunctatus  | Rüppell, 1835                                                              | Ethiopië, Saoedi-Arabië, Egypte, Djibouti, Somalië, Soedan, Eritrea, Jordanië                                                                |
| Pristurus gallagheri      | Arnold, 1986                                                               | Oman |
| Pristurus guichardi       | Arnold, 1986                                                               | Jemen (Socotra) |
| Pristurus insignis        | Blanford, 1881                                                             | Jemen (Socotra) |
| Pristurus insignoides     | Arnold, 1986                                                               | Jemen (Socotra) |
| Pristurus longipes        | Peters, 1871                                                               | Jemen |
| Pristurus masirahensis    | Tamar, Mitsi, Simó-Riudalbas, Tejero-Cicuéndez, Al-Sariri & Carranza, 2019 | Oman |
| Pristurus mazbah          | Al-Safadi, 1989                                                            | Jemen |
| Pristurus minimus         | Arnold, 1977                                                               | Oman, Verenigde Arabische Emiraten, Jemen, Saoedi-Arabië                                                                                     |
| Pristurus obsti           | Rösler & Wranik, 1999                                                      | Jemen (Socotra) |
| Pristurus ornithocephalus | Arnold, 1986                                                               | Jemen |
| Pristurus phillipsii      | Boulenger, 1895                                                            | Somalië, Ethiopië |
| Pristurus popovi          | Arnold, 1982                                                               | Jemen, Saoedi-Arabië |
| Pristurus rupestris       | Blanford, 1874                                                             | Jordanië, Eritrea, Djibouti, Iran, Ethiopië, Somalië, Saoedi-Arabië, Oman, Verenigde Arabische Emiraten, Qatar, mogelijk in Soedan, Pakistan |
| Pristurus saada           | Arnold, 1986                                                               | Jemen |
| Pristurus samhaensis      | Rösler & Wranik, 1999                                                      | Jemen |
| Pristurus schneideri      | Rösler, Köhler & Böhme, 2008                                               | Jemen |
| Pristurus simonettai      | Lanza & Sassi, 1968                                                        | Somalië |
| Pristurus sokotranus      | Parker, 1938                                                               | Jemen (Socotra, mogelijk in Abd Al Kuri) |
| Pristurus somalicus       | Parker, 1932                                                               | Somalië, Ethiopië |